# Barbara Ntambirweki
Barbara Ntambirweki Karugonjo là một luật sư, giảng viên học thuật và là nhà hoạt động người Uganda. Bà là giảng viên khoa luật tại Đại học Ngũ Tuần Uganda, một trường đại học tư thục ở nước này.

## Bối cảnh và giáo dục
Ntambirweki có bằng Cử nhân Luật của Đại học Makerere, trường đại học công lập lâu đời nhất và lớn nhất của Uganda. Bà cũng có bằng Diploma về Thực hành Pháp lý từ Trung tâm Phát triển Luật. Bà lấy bằng Thạc sĩ Luật từ Đại học Cape Town ở Nam Phi.

## Nghề nghiệp
Bà là giảng viên trong khoa luật tại cơ sở Kampala của Đại học Ngũ Tuần Uganda. Bà cũng là người ủng hộ công ty luật của Ntambirweki Kandeebe & Company Advocates, chuyên về các giao dịch thương mại, kiện tụng và luật hành chính. Bà đồng thời làm việc với tư cách là một nhân viên nghiên cứu của Liên minh ủng hộ cho tổ chức phát triển và môi trường, nơi bà "cung cấp cả hỗ trợ nghiên cứu và hành chính cho các dự án khác nhau trong Chương trình".
Trong các tác phẩm viết văn cá nhân của mình, Ntabirweki thừa nhận sự thống trị của nông nghiệp trong nền kinh tế quốc gia. Bà lập luận rằng để tối đa hóa sản lượng nông nghiệp, việc áp dụng khoa học và công nghệ là rất quan trọng. Bà đã chỉ trích nguồn tài trợ ít ỏi của chính phủ Uganda về nghiên cứu nông nghiệp.